# Folketingsvalget 1892
Der blev afholdt Folketingsvalg 20. april 1892.
| Parti                | Stemmer i alt | Procent | Mandater | +/-   |       |
| -------------------- | ------------- | ------- | -------- | ----- | ----- |
| Moderate Venstre     | 63.000        | 28,1%   | 39       | +39   |       |
| Højre                | 78.000        | 34,8%   | 31       | +7    |       |
| Folketingets Venstre | 63.000        | 28,1%   | 30       | -45   |       |
| Socialdemokratiet    | 20,000        | 8.9%    | 2        | -1    |       |
| I alt                |               |         | 102      |       |       |
| Valgdeltagelse       | 63,8%         | 63,8%   | 63,8%    | 63,8% | 63,8% |